# ヴァリグ・ブラジル航空967便遭難事故
ヴァリグ・ブラジル航空967便遭難事故（ヴァリグ・ブラジルこうくう967びんそうなんじこ）は、1979年（昭和54年）1月30日にヴァリグ・ブラジル航空967便（ブラジル国籍のボーイング707-320F貨物機）が太平洋上で行方不明になった事故である。新東京国際空港（現・成田国際空港。以下、「成田空港」という。）開港初の遭難事故であり、乗員6名全員が犠牲になったほか、日系ブラジル人画家のマナブ間部の作品53点が失われた。

## 事故の概要

### 離陸前
ヴァリグ・ブラジル航空967便は、日本とブラジルを結ぶ定期航空貨物路線として週1回運航されていた。
1979年（昭和54年）1月30日、同便は午後6時に成田空港を離陸し1月31日午前6時過ぎにアメリカ合衆国のロサンゼルス国際空港に到着し、ペルーのリマ経由でサンパウロのヴィラコッポス国際空港に向かうフライトプランであった。
ただし、ボーイング707-320F貨物機（機体記号：PP-VLU, 1966年製造）は、荷物の積み込みが遅れたため実際には定刻よりも2時間強遅れの午後8時23分に成田空港を離陸した。この機体は、元々アメリカン航空が納入した貨物機でN7562Aのレジで使用後、中古機として導入したもの。アメリカン航空導入機材のため、ボーイング707-323の型式を持っていた。

### 遭難
銚子航空無線標識上空を通過し、午後8時53分、銚子東北東沖210キロメートルの太平洋上の位置通報地点（ディンギー）で、東京航空交通管制部に「次の位置通報地点（ロッキー）通過は午後9時23分」と通信した後に消息を絶った。

### 捜索開始
1月30日午後9時過ぎ、運輸省は東京国際空港内に航空機捜索救難対策本部を設け、1月31日未明から海上保安庁と海上自衛隊の対潜哨戒機や巡視船などによる捜索活動が行われた。
2月3日午前9時43分、海上自衛隊の対潜哨戒機が銚子東沖約230キロメートル付近の海上において、半径9キロメートル以内に渡る発泡スチロールのような浮遊物や、長さ5キロメートルに渡り油が流れているのを発見する。2月4日午後0時50分に発泡スチロール2個を回収しヴァリグ・ブラジル航空に確認を取ったが、貨物機に積んだ荷物の中に該当する物は無かったと回答された。

### 捜索打切
運輸省は、海上保安庁・海上自衛隊・アメリカ軍の協力を得て捜索を続けても、何の手がかりも得られないため、2月5日午後1時をもって捜索を打ち切った。
同機が消息を絶った地点は日本海溝の水深が5,000メートル前後ある海域であり、当時の技術では探知不能な深海に機体が水没したと判断された。乗員6名（機長、副操縦士とセカンドオフィサー・航空機関士各2名ずつ）は死亡したものと認定された。なお、事故機の機長は、1973年にパリのオルリー空港近辺で発生したヴァリグ・ブラジル航空820便墜落事故（機上で火災が発生し不時着陸した事故）で不時着に成功し、生還した機長であった。

### 通報
3月2日、ブラジルのウベランディア電話会社から毎日新聞東京本社に対し、小笠原諸島の一つの島の波打ち際でボーイング707型機の胴体と翼を目撃した民間機の情報があるから遭難機かどうかの確認をしてほしいという旨のテレックスが入った。

## 積荷
事故機の積荷は、雑貨類、自動車部品など122個（約22,000キログラム）であり、その中には絵画など約1,200キログラムが含まれていた。この絵画には、マナブ間部の作品53点（時価約20億円）が含まれていた。事故機に積まれていた絵画は、1978年（昭和53年）に日本人のブラジル移民70周年を記念して読売新聞社が主催していた「マナブ間部展」（熊本県、神奈川県、大阪府の各地で開催）で展示された100点のうち、ブラジルに返還される絵画であった。

## 事故原因
行方不明になった地点において事故機は、巡航高度10,000メートル前後を飛行していたと考えられ、そこから緊急信号や地上への連絡を発することもなく突然墜落、消息不明に至り遺留品が全く発見されないのは大きな謎として残った。そのため事故原因については下のように諸説ある。
- 付近に寒冷前線があり、それに伴う乱気流に遭遇して墜落したという説。
- 金属疲労などによる機体の破損説。
- 積荷の爆発やテロリストによって仕掛けられた爆発物によって機体が損傷したために操縦不能になって墜落したという説。
- 乗務員の誰かが自殺を意図して急降下したという説。

いずれの説も事故機の機体の破片を発見出来なかった為に、推測の域を出ないものとなっている。
なお、同様に海上を飛行していたものの、地上への連絡もなく突然墜落したエールフランス447便墜落事故やエジプト航空990便墜落事故、さらに大韓航空機爆破事件においても、事故後の捜索で機体の破片や遺留品、ボイスレコーダーやフライトレコーダーなどが発見され、その後の事故原因の解決につながっており、またマレーシア航空370便墜落事故においても、事故後の捜索で機体の破片や遺留品が見つかっており、大型ジェット機の事故で機体の破片や遺留品が全く発見されていない事態は極めて稀なケースである。

## 関連事項
- 航空事故
- フライング・タイガー・ライン739便失踪事故
- マレーシア航空370便墜落事故